# Edithaella
Edithaella es un género de foraminífero bentónico de la subfamilia Edithaellinae, de la familia Polymorphinidae, de la superfamilia Polymorphinoidea, del suborden Lagenina y del orden Lagenida. Su especie-tipo es Edithaella sessilis. Su rango cronoestratigráfico abarca el Albiense medio (Cretácico inferior).

## Discusión
Clasificaciones previas incluían Edithaella en la superfamilia Nodosarioidea.

## Clasificación
Edithaella incluye a la siguiente especie:
- Edithaella sessilis †